# FEN (設備工事業)
株式会社FEN（エフイーエヌ、FEN Co., Ltd.）は、FTTH/HFC局外・局内工事等の通信工事、特別高圧ケーブル収容設備・CVケーブル布設、接続工事等の電力工事の設計・施工および電力ケーブル診断業務を行う企業である。株式会社きんでんの100%子会社。旧社名は株式会社フジクラエンジニアリング。

## 沿革
前身はフジクラの完全子会社であったフジクラテレコム（同社の通信工事部門を元とする。1994年5月20日設立）及び藤倉エネシス（電力工事部門を元とする。1985年7月1日設立）。2009年7月1日にこの両社が合併し、通信と電力の総合エンジニアリング会社として株式会社フジクラエンジニアリングが設立された。
2021年7月30日付で、フジクラが保有していた全株式が株式会社きんでんへ譲渡され、きんでんの完全子会社となったと同時に、商号を株式会社FENへ変更した。

## 事業内容
- 通信ケーブルネットワーク、LAN配線、移動体通信等の情報通信システムの計画、調査、設計、施工、保守および技術指導
- FTTH/HFCの局外工事、局内工事
- FTTH/HFCの設計業務、各種の新技術提案
- 無線設備の設計、施工
- 構内、大型ビル等の内部配線設備の施工
- 光ファイバーを使用したセンサー類の提案、構築等
- 地中電力設備の計画、調査、施工、保守および技術指導
- 架空及び地中送電線、連系鉄塔建設をEPC（設計、資材調達、施工、管理）で工事
- 特別高圧ケーブル収容設備の設計、構築
- CVケーブル布設、接続工事
- 特別高圧ケーブル用既設設備の点検・補修工事等
- 電力ケーブル診断業務
- 架空送電線の腐食診断業務
- 通信用機器、放送用機器、測定用機器の販売
- 光ファイバシステム機器の販売
- 情報通信システムのソフトウエア開発および販売
- 電気通信工事、電気工事、土木工事および付帯工事
- 電線・ケーブルおよびその付属品の販売
- 消防用無線通信補助設備の計画・設計、施工および保守

## 事業所所在地
- 本社：東京都江東区木場2-7-23　第一びる3階